# Roberto Ardigò
Roberto Ardigò (Casteldidone, 21. siječnja 1828. – Mantova, 19. rujna 1920.), talijanski teolog i filozof. 
Istražujući prirodne znanosti, preciznije kazano metodologiju prirodnih znanosti, izgradio vlastito stajalište glede mogućnosti saznanja stvarnosti (po njemu takvo znanje nije moguće, već se može govoriti o saznavanju suodnošaja među danim faktima). Slično je promišljao i etička pitanja.  

## Djela
- "Psihologija kao pozitivna znanost",
- "Moral pozitivista",
- "Istina",
- "Jedinstvo spoznaje".